# Parabuthus schlechteri
Espèce
Parabuthus schlechteri est une espèce de scorpions de la famille des Buthidae.

## Distribution
Cette espèce se rencontre en Afrique du Sud au Cap-du-Nord et en Namibie au ǁKaras et au Hardap,.

## Description
Le mâle syntype mesure 95 mm et la femelle syntype 108 mm.

## Étymologie
Cette espèce est nommée en l'honneur de Max Schlechter.

## Publication originale
- Purcell, 1899 : « New South African scorpions in the collection of the South African Museum. » Annals of the South African Museum, vol. 1, p. 433–438 (texte intégral) (en).